# Edward Howard, 9. Duke of Norfolk

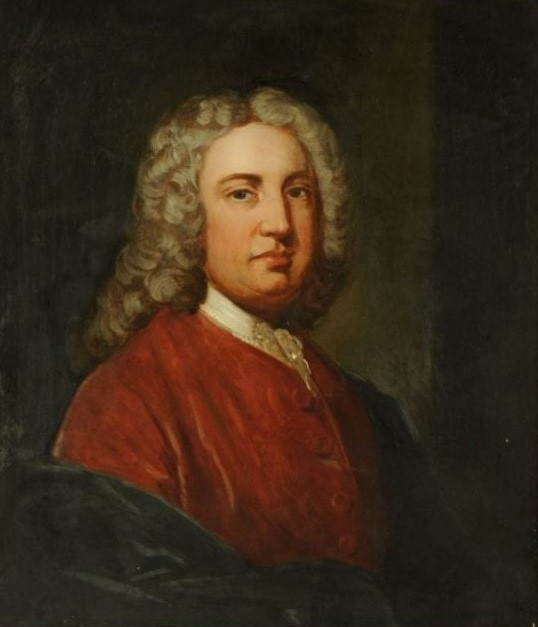
Edward Howard, 9. Duke of Norfolk

Edward Howard, 9. Duke of Norfolk (* 5. Juni 1686; † 20. September 1777) war ein englisch-britischer Peer.

## Leben
Edward Howard war der dritte Sohn des Lord Thomas Howard (1662–1689), der 1687 Lord Lieutenant der West Riding of Yorkshire und 1688 englischer Botschafter beim Heiligen Stuhl war, aus dessen Ehe mit Mary Elizabeth Savile (1663–1732), Tochter von Sir John Savile, 1. Baronet (1640–1689). Er hatte eine Schwester sowie vier Brüder. Seine Schwester Anne Howard († 1723) war die Ehefrau von Walter Aston, 4. Lord Aston of Forfar (1660–1748), während sein Bruder Richard Howard als Kanoniker am Petersdom wirkte. Sein Bruder Henry Howard (1683–1720) wurde zum Titularbischof von Utica ernannt, verstarb jedoch vor seiner Bischofsweihe. Sein älterer Bruder Thomas Howard (1683–1732) erbte beim Tod des ohne männliche Nachkommen verstorbenen Onkels Henry Howard, 7. Duke of Norfolk (1654/1655–1701), dessen Titel als 8. Duke of Norfolk und die damit verbundenen nachgeordneten Titel.
Edward Howard kämpfte im Jakobitenaufstand von 1715 und entging der Strafe durch die Fürsprache seines Bruders und der feindseligen Zeugen bei seinem Hochverratsprozess. 1722 wurde er wegen des Verdachts weiterer jakobitischer Intrigen erneut festgenommen und nach sechs Monaten Haft freigelassen.

Wappen des Duke of Norfolk

Beim Tod seines ohne männliche Nachkommen verstorbenen Bruders Thomas Howard, 8. Duke of Norfolk, erbte Edward Howard am 23. Dezember 1732 dessen Titel als 9. Duke of Norfolk, 27. Earl of Arundel, 9. Earl of Surrey, 7. Earl of Norfolk, 4. Earl of Norwich, 18. Baron Furnivall, 4. Baron Howard of Castle Rising, 21. Baron Segrave, 20. Baron Mowbray, 19. Baron Strange of Blackmere, 17. Baron Maltravers, 19. Baron Talbot und war dadurch auf Lebenszeit Mitglied des House of Lords. Ferner erbte er das Amt des Earl Marshal, wodurch er von 1732 bis 1777 einer der neun „Großen Staatsbeamten“ (Great Officers of State) war. 
Edward Howard heiratete am 26. November 1727 Mary Blount (1702–1773), Tochter von Edward Blount und Anne Guise. Auch er verstarb ohne eigene männlichen Nachkommen, woraufhin die Titel als Earl of Norfolk und als Baron Howard of Castle Rising erloschen. Die Titel als Baron Mowbray, Baron Furnivall, als Baron Strange of Blackmere sowie als Baron Talbot hingegen fielen in Abeyance zwischen den Töchtern seines jüngeren Bruders Philip Howard (1688–1750), Winifrede Howard (1726–1753), Ehefrau von William Stourton, 16. Baron Stourton (1704–1781), und Anne Howard (1742–1787), die mit Robert Petre, 9. Baron Petre (1742–1801) verheiratet war. Den Titel des 10. Duke of Norfolk und die nachgeordneten verbliebenen Titel erbte wiederum sein Cousin Charles Howard (1720–1786).